# Limba portugheză braziliană
Limba braziliană sau portugheză braziliană (portugheză: Português brasileiro sau Português do Brasil; pt-BR) este un grup de dialecte portugheze scrise și vorbite practic de aproape 200 de milioane de locuitori (2009) ai Braziliei și de câteva milioane de emigranți din Brazilia, în special în SUA, Marea Britanie, Portugalia, Canada, Japonia și Paraguay.
Aproximativ vorbind, diferențele dintre portugheza europeană și cea standard, portugheză braziliană este comparabilă cu cele găsite între engleza britanică și americană. Ca și în multe limbi, diferențele dintre portugheza standard și cea braziliană vernacularele sale informale sunt destul de semnificative, deși lexical și cele mai multe dintre regulile gramaticale rămân aceleași. Cu toate acestea dezbateri, există încă dovezi științifice cu privire la statutul de această variantă, datorită acestor diferențe, în special dacă este sau nu ar fi un caz de diglossia.